# La Ferrière BE
| BE ist das Kürzel für den Kanton Bern in der Schweiz. Es wird verwendet, um Verwechslungen mit anderen Einträgen des Namens La Ferrière zu vermeiden. |

La Ferrière ist eine politische Gemeinde und ein Dorf im Verwaltungskreis Berner Jura des Kantons Bern in der Schweiz.

## Geographie
La Ferrière liegt auf 1005 m ü. M., sieben Kilometer ostnordöstlich von La Chaux-de-Fonds (Luftlinie). Das Dorf erstreckt sich an einem nach Norden geneigten Hang im äussersten Südwesten der Jurahochebene der Franches-Montagnes (deutsch Freiberge), östlich des Tals Combe de Valanvron.
Die Fläche des 14,2 km² grossen Gemeindegebiets umfasst einen Teil der leicht gewellten Hochfläche des Plateaujuras, auf der sich moorige, meist oberirdisch abflusslose Senken mit Kuppen aus Kalkstein abwechseln. Im Süden reicht das Gebiet auf die Jurakette der Montagne du Droit, auf der mit 1150 m ü. M. der höchste Punkt von La Ferrière liegt. Auf dieser Kette befinden sich ausgedehnte Jurahochweiden mit den typischen mächtigen Fichten, die entweder einzeln oder in Gruppen stehen. Der westliche Teil des Gemeindegebiets umfasst das tief in den Plateaujura eingeschnittene Tal Combe de Valanvron, das vom Bach Ronde entwässert wird. In einem schmalen Zipfel erstreckt sich La Ferrière nach Nordwesten bis fast ans Ufer des Doubs in der Nähe des Grenzübergangs Biaufond. Von der Gemeindefläche entfielen 1997 4 % auf Siedlungen, 34 % auf Wald und Gehölze, 61 % auf Landwirtschaft und etwas weniger als 1 % war unproduktives Land.
Zu La Ferrière gehören die Streusiedlung La Cibourg und der Weiler La Basse Ferrière (982 m ü. M.) nördlich des Dorfes sowie zahlreiche Einzelhöfe, die weit verstreut auf den Jurahöhen liegen. Nachbargemeinden von La Ferrière sind Renan und Sonvilier im Kanton Bern, Les Bois im Kanton Jura sowie La Chaux-de-Fonds im Kanton Neuenburg.
Die unmittelbare Nähe des westlichsten Punkts von La Ferrière zu Frankreich lässt auf grossen Schweizer Landeskarten häufig die Vermutung aufkommen, der Kanton Bern grenze an Frankreich und sei somit ein Grenzkanton. Auf detaillierten Gemeindekarten erkennt man jedoch, dass zwischen dem französischen Staatsgebiet und La Ferrière einige hundert Meter liegen und dass somit die Kantone Neuenburg und Jura an dieser Stelle aneinandergrenzen. Am Ufer des Lac de Biaufond befindet sich ein Dreikantonseck zu den Kantonen Jura und Neuenburg ().

## Bevölkerung
Mit 532 Einwohnern (Stand 31. Dezember 2023) gehört La Ferrière zu den mittelgrossen Gemeinden des Berner Juras. Von den Bewohnern sind 81,8 % französischsprachig, 16,6 % deutschsprachig und 1,0 % italienischsprachig (Stand 2000). Die Bevölkerungszahl von La Ferrière belief sich 1850 auf 796 Einwohner, 1870 auf 1040 Einwohner. Danach hat sie bis 1930 um 50 % auf 525 Einwohner abgenommen. Seither wurden nur noch geringe Schwankungen verzeichnet.

## Politik
Gemeindepräsident ist seit 2016 Bernard Tschäppät (SP, Stand 2024).
Bei den Nationalratswahlen 2023 betrugen die Wähleranteile in La Ferrière (in Klammern die Veränderung im Vergleich zu den Wahlen 2019 in Prozentpunkten): SVP 40,51 % (+8,05), Grüne 18,50 % (−1,52), SP 16,99 % (+8,66), EDU 6,82 % (+1,95), Mitte 4,36 % (−0,51), glp 3,94 % (−2,33), FDP 2,92 % (−2,51), EVP 2,76 % (−3,57), SD 0,00 % (−0,00).

## Wirtschaft
La Ferrière war bis in die Mitte des 19. Jahrhunderts ein landwirtschaftlich geprägtes Dorf. Danach wurde die Uhrenindustrie eingeführt, die dem Ort zu einem wirtschaftlichen Aufschwung verhalf. Mit der Krise in der Uhrmacherei nach 1930 ging die Beschäftigtenzahl in diesem Industriezweig merklich zurück. Heute bieten einige kleinere Betriebe und lokales Gewerbe Arbeitsplätze an. Auch die Landwirtschaft mit Viehzucht und Milchwirtschaft spielt wieder eine bedeutende Rolle, rund 40 % der Erwerbstätigen sind in der Landwirtschaft beschäftigt.

## Verkehr
Die Gemeinde liegt an der Hauptstrasse 18 von Delémont nach La Chaux-de-Fonds. Bei La Cibourg südlich des Dorfes mündet diese in die direkte Verkehrsverbindung von La Chaux-de-Fonds in das Vallon de Saint-Imier (Hauptstrasse 30). Am 7. Dezember 1892 wurde die Eisenbahnlinie der Saignelégier–La Chaux-de-Fonds-Bahn, einer Vorgängerin der Chemins de fer du Jura, mit einem Bahnhof in La Ferrière eröffnet.

## Geschichte

Luftbild von Werner Fiedli, 1955

Die Siedlung wurde erst 1590 von Bewohnern aus dem Val de Ruz gegründet und trug lange Zeit den Namen Les Hautes Montagnes d’Erguel. Das Dorf gehörte unter dem Fürstbistum Basel zur Herrschaft Erguel. Während des Dreissigjährigen Krieges wurde es von schwedischen Truppen besetzt und 1639 gebrandschatzt. 1767 bekam der Ort vom Fürstbischof von Basel das Schloss Erguel mitsamt dem Landbesitz zum Lehen. La Ferrière verkaufte diese 1828 an die Standortgemeinde Sonvilier.
Von 1797 bis 1815 gehörte die Gemeinde zu Frankreich und nahm erst jetzt den Namen La Ferrière an. Sie war anfangs Teil des Département Mont-Terrible, das 1800 mit dem Département Haut-Rhin verbunden wurde. Durch den Entscheid des Wiener Kongresses kam La Ferrière 1815 an den Kanton Bern zum Bezirk Courtelary.
Im 19. Jahrhundert gab es eine täuferische Gemeinde, die sich zur Richtung der Amischen bekannte.

## Persönlichkeiten
Urs Mannhart (* 19. August 1975 in Rohrbach) Schriftsteller, Bio-Landwirt auf einem Hof in La Ferrière

## Sehenswürdigkeiten
Die reformierte Dorfkirche stammt von 1864. Vor 1861 gehörte La Ferrière zur Pfarrei Renan. Das Hôtel du Cheval Blanc wurde 1688 erbaut. Im Umkreis von La Ferrière befinden sich zahlreiche typische Bauernhäuser des Hochjuras aus dem 17. und 18. Jahrhundert. Im Dorf hat sich das Haus des Naturforschers Abraham Gagnebin (1707–1800) erhalten, welches in die Liste der Kulturgüter von nationaler Bedeutung im Kanton Bern aufgenommen ist.

## Bilder

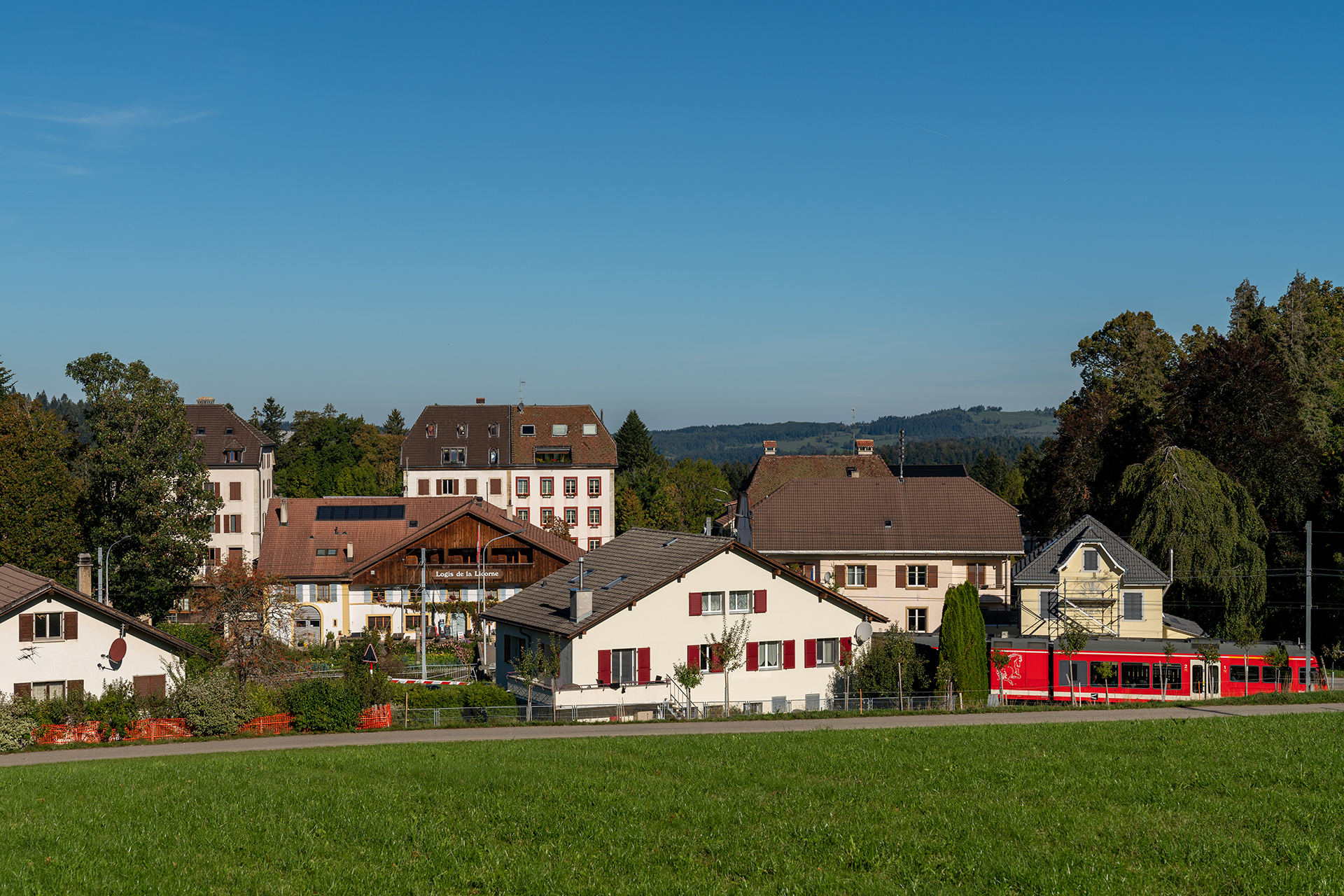
Blick zum Dorfzentrum
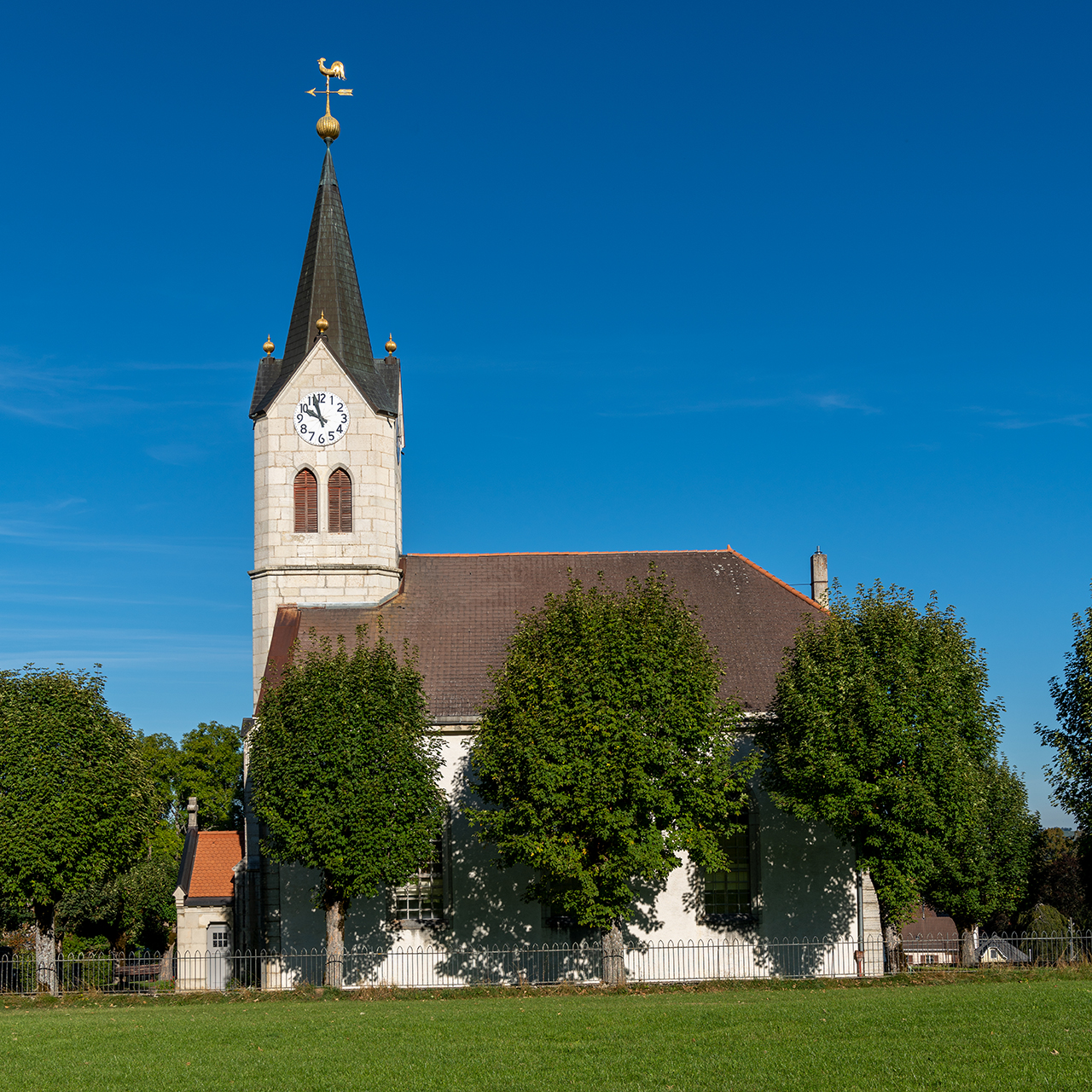
Reformierte Kirche
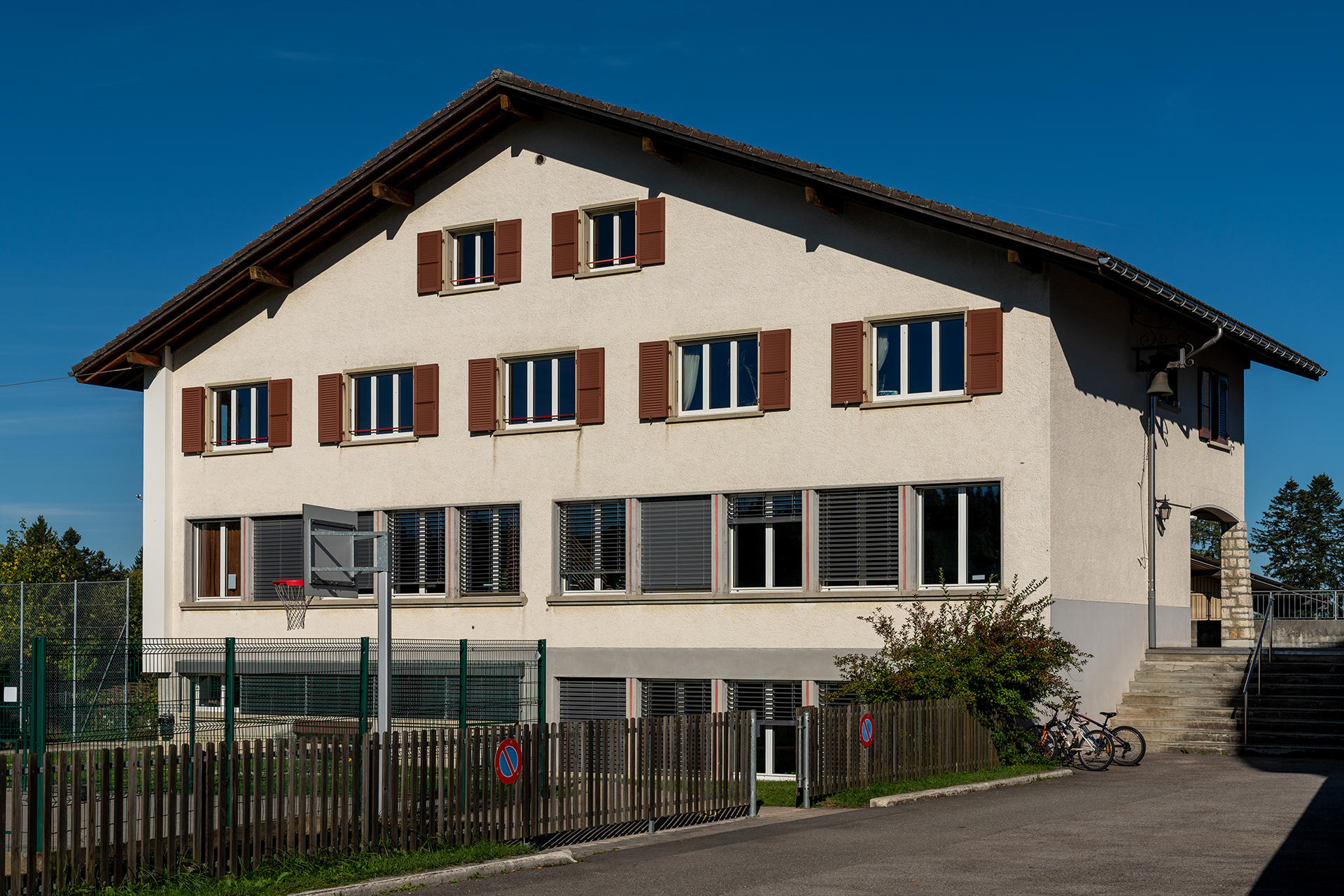
Primarschulhaus
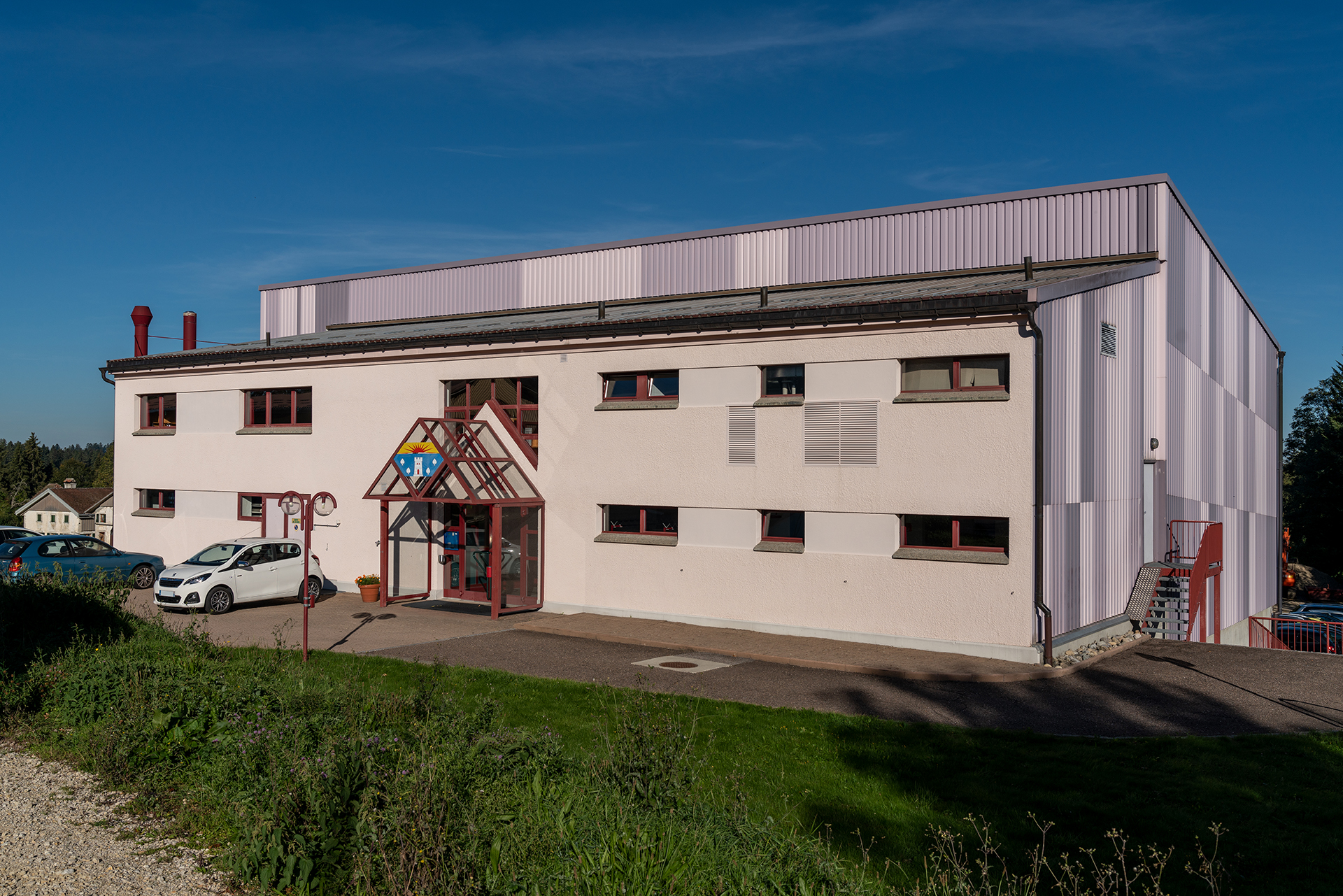
Mehrzweckhalle
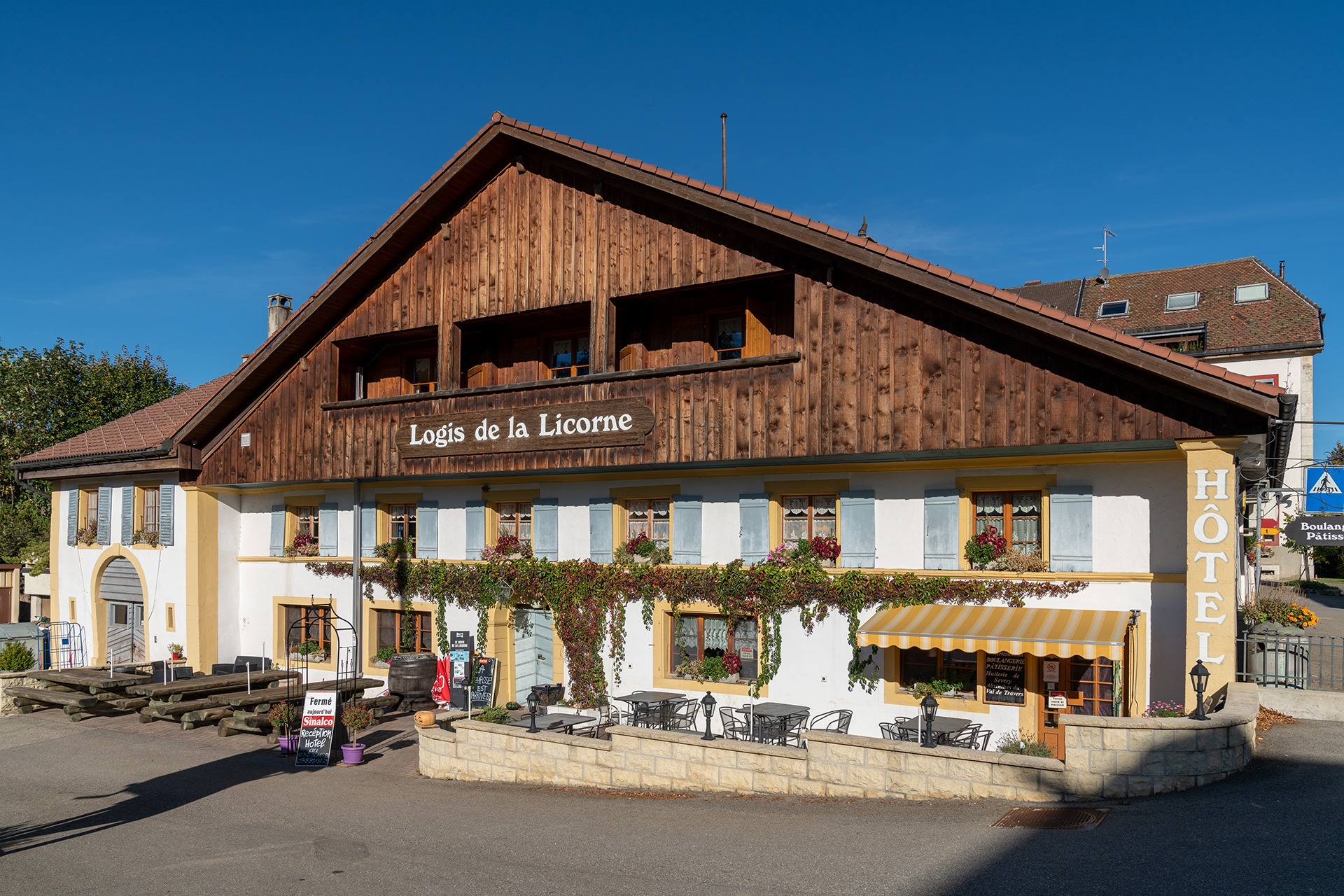
Hôtel du Cheval Blanc
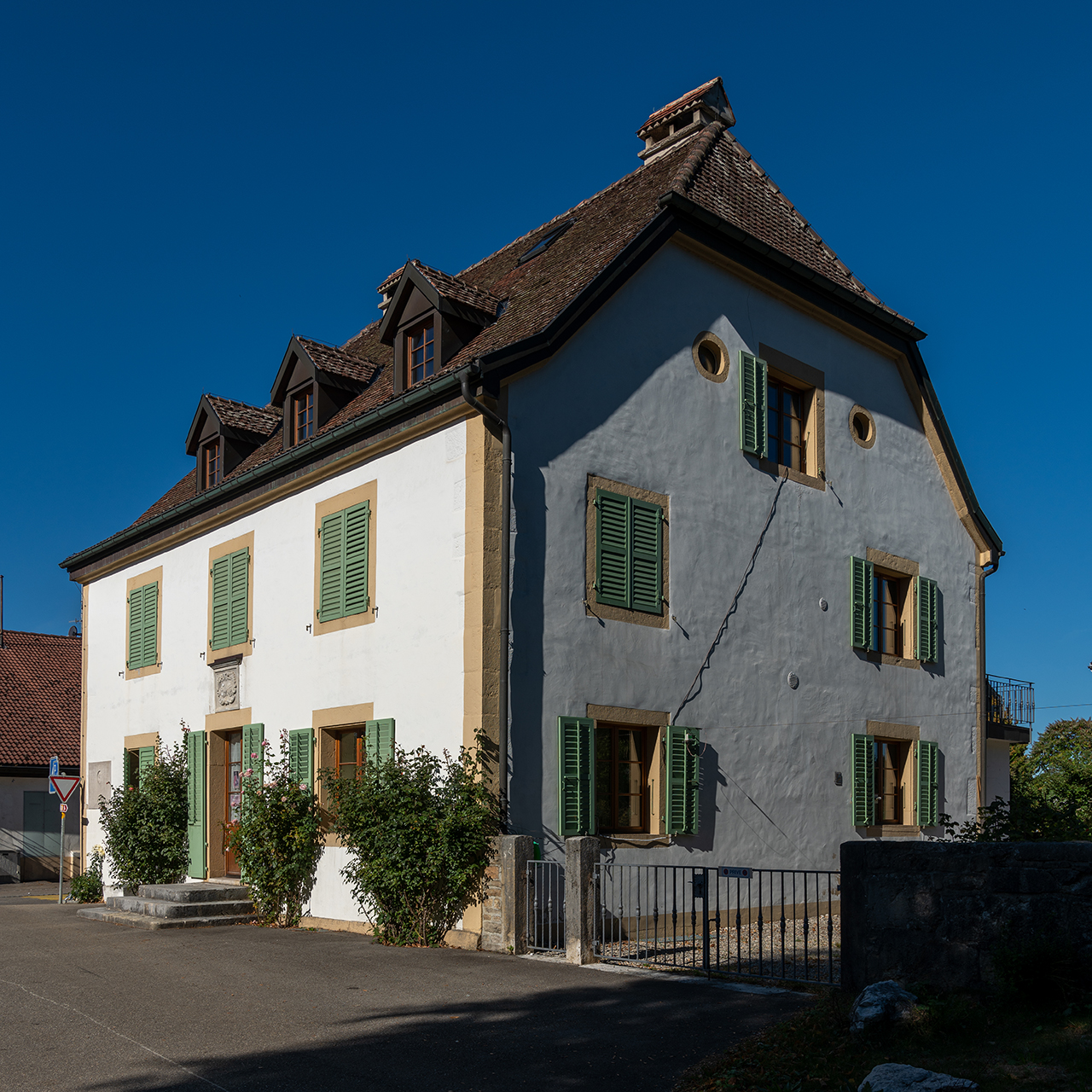
Wohnhaus von Abraham Gagnebin
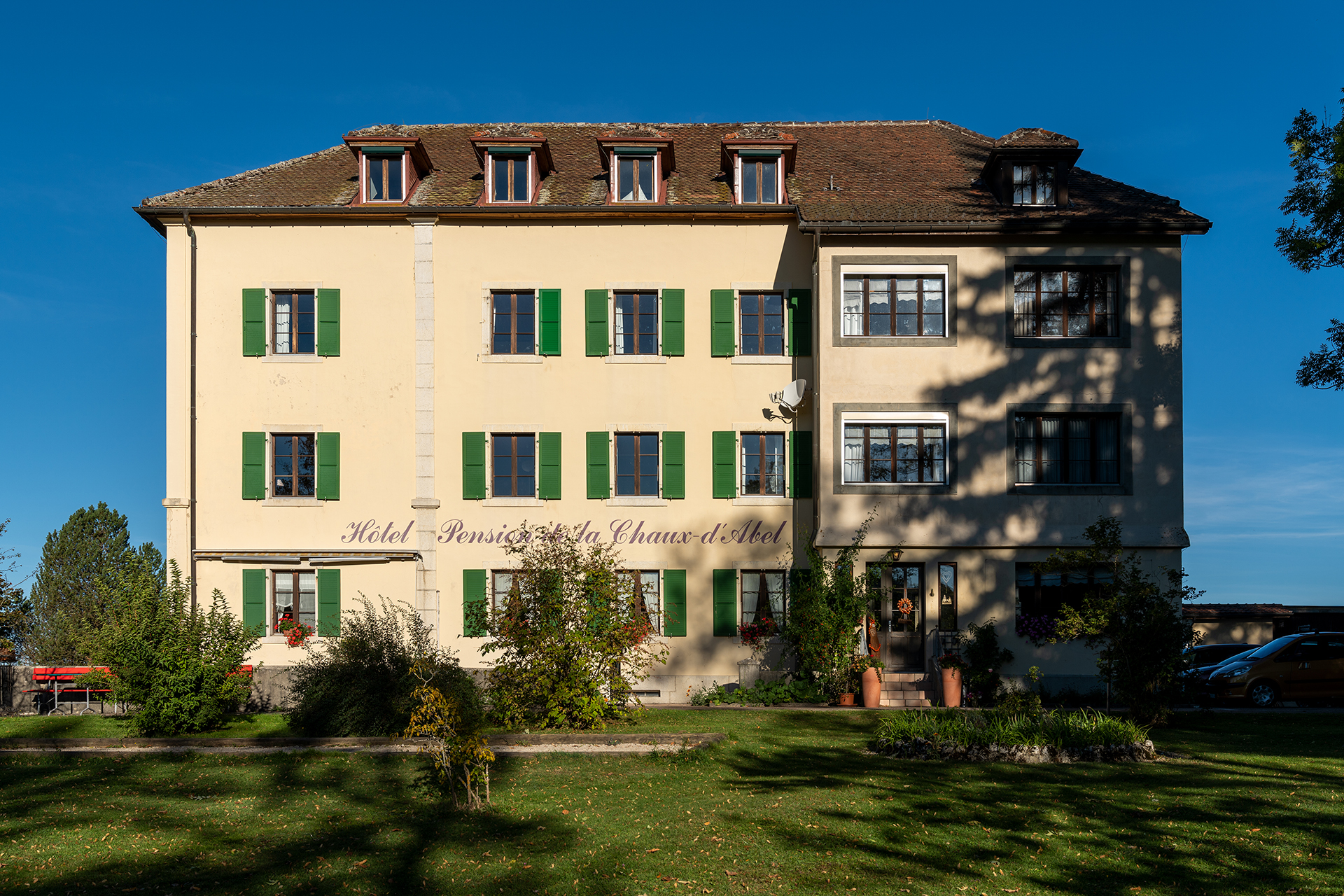
Hôtel Pension La Chaux-d'Abel
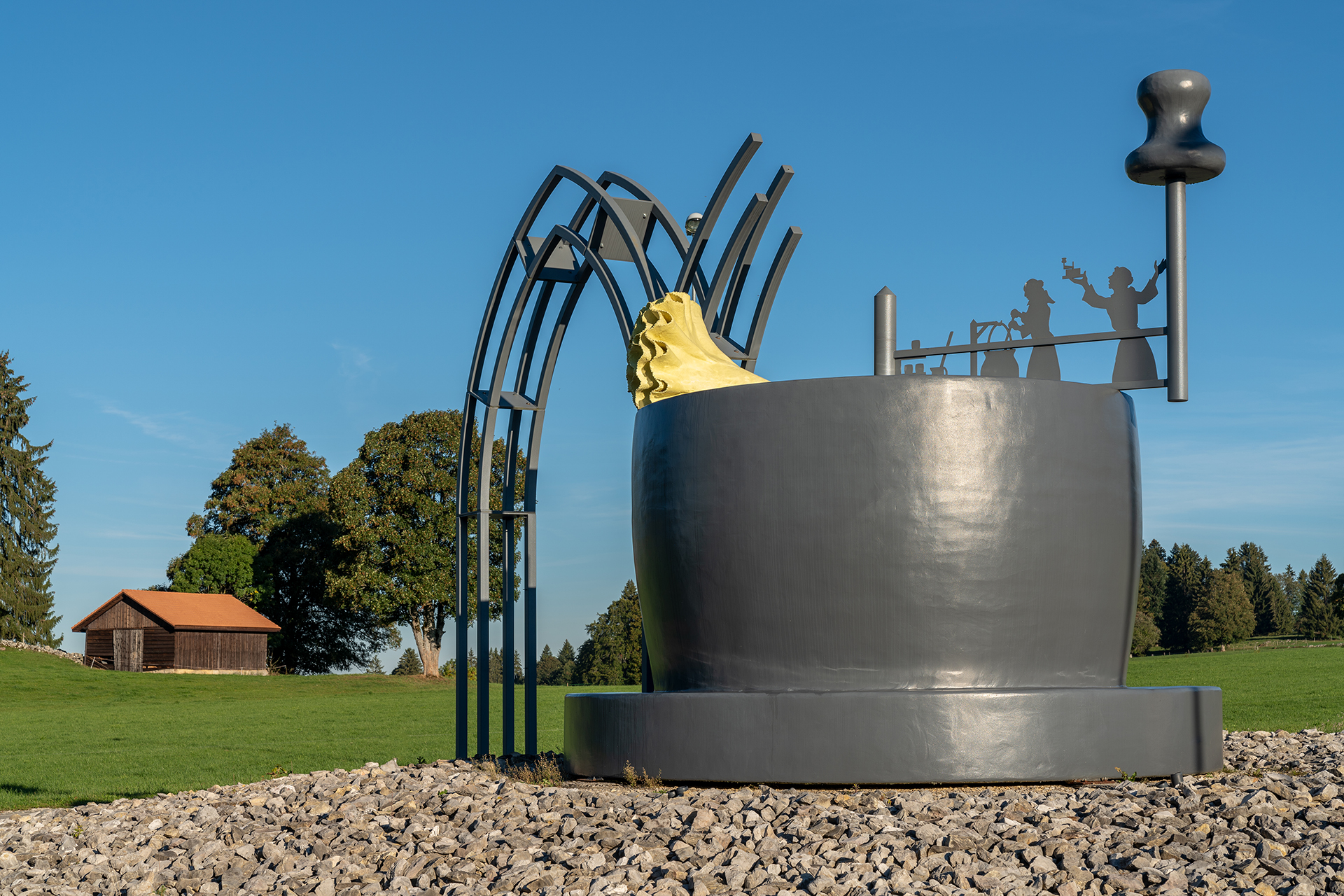
Verkehrskreisel, «Tête de Moine», Girolle